# DTH van der Merwe
Daniel Tailliferre Hauman van der Merwe (Worcester, 28 aprile 1986) è un rugbista a 15 canadese di origine sudafricana che milita nel ruolo di tre quarti; a livello internazionale rappresenta il Canada con cui ha disputato tre edizioni della Coppa del Mondo di rugby.
Dal 2021 milita nel L.A. Giltinis in Major League Rugby.

## Biografia
Cresciuto in patria nelle giovanili dei Boland Cavaliers, van der Merwe vive in Canada dal 2003, anno in cui la sua famiglia si trasferì a Regina, in Saskatchewan.
Di tale provincia fu rappresentante a livello giovanile, poi nel 2005 si trasferì a Victoria, in Columbia Britannica, ed entrò nelle file della James Bay Athletic Association, con cui vinse due titoli provinciali e uno nazionale.
Nel 2007 fu convocato nella rappresentativa canadese alla Coppa del Mondo in Francia, dove fu notato da alcuni club europei: gli inglesi del Saracens lo misero sotto contratto, ma una serie di infortuni non gli permise mai di scendere in campo in campionato, le sue apparizioni limitandosi solo a un incontro in Coppa Anglo-Gallese; tornato in Canada e ricostituitosi fisicamente, fu contattato nel 2009 dalla franchise scozzese dei Glasgow Warriors che lo ingaggiò per la successiva stagione di Celtic League.
In Scozia van der Merwe si impose come ala di grande rendimento, divenendo in meno di cinque stagioni il realizzatore-principe di mete della squadra nonostante infortuni che lo tennero spesso fuori dal terreno di gioco.
A febbraio 2015, dopo sei stagioni a Glasgow, van der Merwe firmò un accordo con la franchise gallese degli Scarlets di Llanelli, altra compagine di Pro12.
In Nazionale canadese van der Merwe esordì appena ventenne a Bridgetown contro le Barbados nel giugno 2006 in occasione delle qualificazioni americane alla Coppa del Mondo 2007; la partita fu vinta dal Canada 69-3 e van der Merwe realizzò due mete al debutto.
Fece parte della rosa al torneo e, successivamente, anche in quelli del 2011 in Nuova Zelanda e del 2015 in Inghilterra.

## Palmarès
- Pro12: 2
Glasgow Warriors: 2014-15
Scarlets: 2016-17
- Major League Rugby: 1
L.A. Giltinis: 2021